# Virginia 500 1960
Virginia 500 1960 var ett stockcarlopp ingående i Nascar Grand National Series (nuvarande Nascar Cup Series) som kördes 10 april 1960 på den 0,5 mile (804,672 m) långa ovalbanan Martinsville Speedway i Ridgeway strax söder om Martinsville i Virginia. Totalt avverkades 250 miles (321,868 km) fördelat på 500 varv. Banunderlaget var asfalt. Loppet vanns av Richard Petty i en Plymouth på tiden 3:54.35 körande för Petty Enterprises. Pettys snitthastighet uppgick till 63,943 mph. Det var Pettys 2:a vinst av totalt 200 i karriären. Prispotten uppgick till 12 175 dollar, varav 3 340 dollar gick till segraren.

## Resultat
| Plc     | Nr | Förare           | Team/ bilägare       | Konstruktör | Start | Varv | Ledda varv |
| ------- | -- | ---------------- | -------------------- | ----------- | ----- | ---- | ---------- |
| 1       | 43 | Richard Petty    | Petty Enterprises    | Plymouth    | 4     | 500  | 135        |
| 2       | 21 | Jimmy Massey     | Wood Brothers Racing | Ford        | 2     | 500  | 26         |
| 3       | 24 | Glen Wood        | Wood Brothers Racing | Ford        | 1     | 499  | 165        |
| 4       | 4  | Rex White        | Rex White            | Chevrolet   | 7     | 499  | 32         |
| 5       | 49 | Bob Welborn      | Bob Welborn          | Chevrolet   | 23    | 495  | 0          |
| 6       | 42 | Lee Petty        | Petty Enterprises    | Plymouth    | 3     | 495  | 0          |
| 7       | 69 | Johnny Allen     | Hanley Dawson        | Chevrolet   | 12    | 495  | 0          |
| 8       | 27 | Junior Johnson   | John Masoni          | Chevrolet   | 11    | 492  | 0          |
| 9       | 85 | Emanuel Zervakis | Monroe Shook         | Chevrolet   | 6     | 491  | 0          |
| 10      | 11 | Ned Jarrett      | Ned Jarrett          | Ford        | 14    | 488  | 0          |
| 11      | 71 | Gene Marmor      | Frank Skinner        | Pontiac     | 28    | 485  | 0          |
| 12      | 29 | Bob Potter       | Bob Potter           | Chevrolet   | 8     | 474  | 0          |
| 13      | 48 | G.C. Spencer     | Weldon Wagner        | Chevrolet   | 30    | 471  | 0          |
| 14      | 41 | Bobby Johns      | Shorty Johns         | Chevrolet   | 10    | 470  | 49         |
| 15      | 55 | Ernie Gahan      | Ernie Gahan          | Chevrolet   | 32    | 468  | 0          |
| 16      | 31 | Joe Weatherly    | i.u.                 | Ford        | 5     | 466  | 0          |
| 17      | 39 | Herb Tillman     | Ralph Stark          | Chevrolet   | 25    | 458  | 0          |
| 18      | 28 | Fred Lorenzen    | Fred Lorenzen        | Ford        | 9     | 454  | 93         |
| 19      | 54 | Jimmy Pardue     | Ebart Clifton        | Dodge       | 17    | 448  | 0          |
| 20      | 64 | Bunkie Blackburn | Spook Crawford       | Ford        | 35    | 429  | 0          |
| 21      | 32 | Paul Lewis       | Jess Potter          | Chevrolet   | 33    | 400  | 0          |
| 22      | 7  | Jim Reed         | Jim Reed             | Chevrolet   | 16    | 354  | 0          |
| 23      | 1  | Buddy Baker      | Jess Potter          | Chevrolet   | 37    | 335  | 0          |
| 24      | 99 | Wilbur Rakestraw | Talmadge Cochrane    | Ford        | 29    | 284  | 0          |
| 25      | 19 | John Rostek      | John Rostek          | Ford        | 27    | 284  | 0          |
| 26      | 87 | Buck Baker       | Buck Baker Racing    | Chevrolet   | 24    | 230  | 0          |
| 27      | 10 | Elmo Langley     | Ratus Walters        | Buick       | 13    | 229  | 0          |
| 28      | 24 | Arnold Gardner   | Harry Huhn           | Ford        | 34    | 187  | 0          |
| 29      | 77 | Joe Lee Johnson  | W.J. Ridgeway        | Ford        | 19    | 155  | 0          |
| 30      | 17 | Fred Harb        | Fred Harb            | Ford        | 21    | 155  | 0          |
| 31      | 70 | Elmo Henderson   | W.H. Watson          | Pontiac     | 26    | 130  | 0          |
| 32      | 59 | Tom Pistone      | W.T. Coppedge        | Chevrolet   | 20    | 102  | 0          |
| 33      | 15 | Aubrey Boles     | Aubrey Boles         | Plymouth    | 36    | 97   | 0          |
| 34      | 52 | Aubrey Boles     | Frank Klitzer        | Ford        | 31    | 72   | 0          |
| 35      | 23 | Doug Yates       | Raeford Johnson      | Plymouth    | 15    | 70   | 0          |
| 36      | 95 | Bob Duell        | Julian Buesink       | Ford        | 18    | 69   | 0          |
| 37      | 78 | Tommy Irwin      | E.C. Wilson          | Chevrolet   | 22    | 59   | 0          |
| 38      | 78 | E.J. Trivette    | i.u.                 | Chevrolet   | 22    | 59   | 0          |
| Källor: |    |                  |                      |             |       |      |            |